# Saue (obec)
Obec Saue (estonsky Saue vald) je samosprávná obec náležející do estonského kraje Harjumaa.

## Správní dělení
Samosprávná obec sestává z:
- 1 město: Saue
- 3 městečka: Laagri, Riisipere, Turba
- 50 vesnic: Ääsmäe, Aila, Allika, Alliku, Aude, Ellamaa, Haiba, Hingu, Hüüru, Jaanika, Jõgisoo, Kaasiku, Kabila, Kernu, Kibuna, Kiia, Kirikla, Kivitammi, Kohatu, Koidu, Koppelmaa, Kustja, Laitse, Lehetu, Lepaste, Madila, Maidla, Metsanurga, Mõnuste, Munalaskme, Mustu, Muusika, Nurme, Odulemma, Pällu, Pärinurme, Pohla, Püha, Ruila, Siimika, Tabara, Tagametsa, Tuula, Ürjaste, Valingu, Vanamõisa, Vansi, Vatsla, Vilumäe en Viruküla.